# Інформаційно-оціночна зустріч медіатора
[усталений термін?]
Інформаційно-оціночна зустріч медіатора (ІОЗМ) — це зустріч медіатора зі сторонами конфлікту, яка має на меті надати сторонам повну та об'єктивну інформацію про процес медіації, її принципи, переваги та недоліки, а також оцінити можливість та доцільність застосування медіації або інших альтернативних способів вирішення спорів для врегулювання конкретного спору. Такі зустрічі за своєю природою не є медіацією. Їх проведення передбачено, зокрема, Державним стандартом соціальної послуги медіації  та професійним стандартом "Медіатор трудових спорів".
Медіатор запрошує до ІОЗМ особисто або з застосуванням засобів зв’язку . Вона може бути проведена як до початку судового розгляду, так і після нього.

## Мета та завдання ІОЗМ
Основною метою інформаційно-оціночної зустрічі є забезпечення сторін достатньою інформацією для прийняття усвідомленого рішення щодо подальшої участі в процедурі медіації або інших АВС. Для досягнення цієї мети медіатор виконує різні завдання, зокрема, інформування, тобто детальне роз'яснення сутності медіації, її ключових принципів (добровільності, конфіденційності, нейтральності медіатора, самовизначення сторін) , етапів процесу та ролі кожної зі сторін і медіатора; оцінювання, яке полягає у первинній оцінкі готовності сторін до співпраці, їхньої здатності до ведення переговорів, складності конфлікту та наявності потенціалу для досягнення взаємоприйнятного рішення.
Одним з ключових завдань медіатора при ІОЗМ є встановлення контакту та довіри це означає, що медіатор відповідає за створення сприятливої атмосфери для відкритого спілкування, налагодження першого контакту зі сторонами та формування довіри до медіатора як нейтральної та компетентної особи. 
Під час ІОЗМ медіатор наданнє сторонам можливості поставити будь-які запитання щодо процесу медіації та отримання на них вичерпних відповідей. З цього випливає ще одне завдання - допомога сторонам у прийнятті обґрунтованого рішення щодо їхньої подальшої участі в медіації на основі отриманої інформації та власної оцінки ситуації.
Інформаційно-оціночна зустріч медіаторау випадках коли виступає як обов’язкова процедура не є порушенням принципу добровільності  . 
Крім того, ІОЗМ сприяє поширенню поінформованості про медіацію в суспільстві . 

## Підтвердження відвідування ІОЗМ
Факт звернення до медіатора та відвідування інформаційно-оціночної зустрічі медіатора засвідчується свідоцтвом або протоколом про проведення медіації, підписаним медіатором та учасниками конфлікту. У ряді країн існує вимога до позивача щодо зазначення у позовній заяві інформації про вжиті спроби медіації та інших АВС. Документальне підтвердження таких спроб також має значення для визначення строків позовної давності, оскільки початок медіаційної процедури може призвести до їх зупинення . 

## Характеристики Інформаційно-оціночної зустрічі медіатора (ІОЗМ)
ІОЗМ є конфіденційною, тобто уся інформація, розкрита сторонами під час інформаційно-оціночної зустрічі, є строго конфіденційною і не може бути розголошена медіатором без згоди сторін, а також не може бути використана проти них у судовому або іншому процесі.
Участь в інформаційно-оціночній зустрічі є добровільною, і сторони мають право відмовитися від подальшої участі в медіації після її завершення.
Під час ІОЗМ медіатор зберігає повну нейтральність та об'єктивність щодо суті конфлікту та позицій сторін, не надає юридичних консультацій та не висловлює власної думки щодо можливого вирішення спору.
Перевагою інформаційно-оціночні зустрічі є те, що вона проводиться як спільно з усіма сторонами конфлікту, так і окремо з кожною з них для отримання більш повного розуміння ситуації та оцінки їхньої індивідуальної готовності до медіації. ІОЗМ може проводитися як в очному форматі (в офісі медіатора або іншому узгодженому місці), так і дистанційно (за допомогою відеоконференцзв'язку). Тривалість залежить від складності ситуації та кількості питань від сторін.

## Правове регулювання в Україні
В Україні правові засади проведення медіації, включаючи етап інформаційно-оціночної зустрічі, визначаються Законом України "Про медіацію". Закон встановлює основні принципи медіації, вимоги до медіаторів та порядок проведення процедури медіації, включаючи необхідність надання сторонам інформації про медіацію до початку її проведення .